# Masovia Lyck
Masovia Lyck was een Duitse voetbalclub uit het Oost-Pruisische Lyck, dat tegenwoordig de Poolse stad Ełk is.

## Geschiedenis
De club werd in 1917 opgericht. Masovia is de Latijnse naam van Mazurië, de streek waarin Lyck zich bevond. De eerste wedstrijd van de club werd met 5-0 verloren van SV 1915 Treuburg.
Hierna ging het beter met de club en Masovia was een van de sterkste clubs uit de regio, maar kon het niet opnemen tegen de grotere clubs. In die tijd werd er nog een eindronde gespeeld om het kampioenschap van Oost-Pruisen, de winnaar daarvan stootte door naar de Baltische eindronde. In 1920 bereikte de club de finale, maar werd met 8-0 verslagen door Prussia-Samland Königsberg.
Het volgende seizoen plaatste de club zich na de voorronde te winnen tegen SV Viktoria Allenstein voor de groepsfase van de Oost-Pruisische eindronde en werd tweede achter VfB Königsberg. Na een jaar onderbreking bereikte de club in 1923 opnieuw de finale en kreeg weer een pak slaag van VfB Königsberg (7-1). De club protesteerde echter tegen de uitslag omdat het veld onbespeelbaar was. Ze kregen gelijk en de wedstrijd werd enkele maanden later herspeeld, al werden ze nu helemaal in de pan gehakt met 13-0. Nadat SV Sensburg 1920 de titel pakte in 1925 in de Bezirksliga Masuren werd Lyck opnieuw kampioen in 1925. In de eindronde werden ze gediskwalificeerd nadat ze niet kwamen opdagen in een wedstrijd tegen Viktoria Allenstein. In 1927/28 nam de club deel aan de kwalificatieronde voor promotie, waar ze gedeeld eerste eindigden met SC Preußen Insterburg, maar de promotie misten door een slechter doelsaldo. De volgende twee jaar plaatste de club zich niet voor de promotieronde, maar in 1930 werd de Ostpreußenliga weer afgevoerd en kwam de Bezirksliga terug, zij het in beperkte vorm. In plaats van zeven waren er nu nog drie en Masovia ging in de Bezirksliga Süd spelen, maar kon daar geen potten breken door de sterke clubs uit Allenstein. Door de strenge winters in het Baltische gebied werd de competitie van 1932/33 in 1931 al begonnen en de geplande competitie van 1933/34 al in 1932. Nadat de NSDAP aan de macht kwam werd de competitie door heel Duitsland grondig geherstructureerd. De Gauliga Ostpreußen werd ingevoerd en het seizoen 1933/34, dat al begonnen was werd niet voltooid. Wel werd op basis van die eindrangschikking het aantal teams voor de Gauliga bepaald. Uit de Bezirksliga Süd plaatsten zich vier teams en door de vierde plaats kwalificeerde Masovia zich dus.
In de eerste twee seizoenen werd de club derde achter Hindenburg Allenstein en Yorck Boyen Insterburg. Na dit seizoen werden de clubs uit de Gauliga en de Bezirksklasse samen gevoegd en was de Bezirksklasse de voorronde van de Gauliga, waarvan de top twee zich kwalificeerde voor de eigenlijke Gauliga. Lyck speelde in de groep Allenstein en werd vicekampioen achter Hindenburg. In 1935 nam de club ook deel aan de eerste editie van de Tschammerpokal, de voorloper van de DFB-Pokal. Na overwinningen tegen regionale concurrenten Tilsiter SC (7-3) en VfB Königsberg (1-0) verloor de club in de derde ronde van Dresdner SC met 2-1. Na een nieuwe tweede plaats achter Hindenburg kon de club in 1937/38 voor het eerst kampioen worden. De club stootte door naar de finaleronde en werd daar tweede achter BuEV Danzig. Het volgende seizoen werd de competitie herleid naar 10 clubs. Door de titel werd de club hiervoor vanzelfsprekend geselecteerd en Masovia werd zowaar vicekampioen. De grote clubs uit Königsberg eindigden onder de club en het was andermaal Hindenburg Allenstein dat voor de club eindigde.
Het volgende seizoen trok de club zich om financiële redenen terug uit de Gauliga. Na de Tweede Wereldoorlog werden alle Duitse clubs in Oost-Pruisen ontbonden.